# Cosme Damião
Cosme Damião (Lisboa, 2 de novembro de 1885 - Sintra, 12 de junho de 1947) foi fundador, jogador, técnico, dirigente, capitão geral e jornalista do Sport Lisboa e Benfica.

## Biografia
Ex-aluno da Casa Pia, foi um dos 24 fundadores do Sport Lisboa e Benfica, em 1904, na reunião da Farmácia Franco. Mas a ata da reunião, manuscrita por Cosme, não incluía o seu nome. Como jogador, foi médio centro de bons recursos técnicos. Estreou-se no jogo frente ao Carcavelos, que o Benfica venceu por 4-1, no dia 17 de Janeiro de 1907. Quando completou 30 anos, optou por retirar-se, no particular com o Fortuna de Vigo (derrota por 2-0).
Como dirigente do Sport Lisboa e Benfica, dedicou-se de corpo e alma ao projeto clubístico e ficou intimamente ligado à continuação da coletividade nos momentos mais críticos. Em 1907, a quando da primeira crise, que levou oito jogadores benfiquistas a saírem para o Sporting CP, foi ele que assumiu a permanência do clube, relançando-o e construindo rapidamente um conjunto que, três anos depois, seria a primeira equipa portuguesa a vencer o Campeonato de Lisboa. Fomentou o ecletismo, foi guarda-redes de hóquei em campo, fixou as regras do hóquei em patins e arbitrou o primeiro desafio desta modalidade, em 1917. Foi o maior entusiasta da construção do Estádio das Amoreiras [en], inaugurado em 1925.
Cosme Damião foi o principal fundador do Sport Lisboa e Benfica. Embora tenha sido a principal figura do Benfica durante décadas, nunca chegou a ser presidente, tendo recusado o cargo por diversas vezes, preferindo o lugar de treinador. Em função disso esteve 18 anos consecutivos no comando técnico do clube. Costuma dizer-se que Cosme Damião não foi Presidente do Benfica porque não quis, o que é verdade pois em 1926 concorreu às eleições para a Direção, tendo encabeçado uma lista que veio a sair vencedora; recusou contudo o cargo de Presidente da Direção para o qual foi eleito alegando ser demasiado novo para assumir essa responsabilidade.
A Praça Cosme Damião, em São Domingos de Benfica, Lisboa, recebeu o seu nome. O Museu Cosme Damião, do seu clube, também recebeu o seu nome. Uma e outro localizam-se junto ao Estádio da Luz.
Ele morreu na Vila de Sintra a 12 de junho de 1947, após longa doença, e foi sepultado no Cemitério dos Prazeres, em Lisboa.

## Apontamentos e Recortes sobre Football Association
Em 1925, Cosme Damião publicou o livro Apontamentos e Recortes sobre Football Association que, segundo João Tomaz, em artigo publicado na edição de 19 de abril do jornal O Benfica, "dedicou aos sócios do Benfica e no qual deixou vincada a sua visão sobre o futebol e o associativismo desportivo, à luz da sua época".